# سیارک ۲۴۹
سیارک ۲۴۹ (به انگلیسی: 249 Ilse) دویست و چهل و نهمین سیارک کشف شده‌است که در ۱۶ اوت ۱۸۸۵ کشف شد.
قدر مطلق سیارک برابر ۱۱٫۳۳ است.